# HMS Seal (1938)
HMS Seal (N37) – podwodny stawiacz min typu Grampus z okresu II wojny światowej. Wszedł do służby w Royal Navy w maju 1939 roku, 5 maja 1940 został zdobyty na Morzu Północnym przez Niemców. Wcielony do Kriegsmarine jako U-B, w której służył do celów szkoleniowych. Zatopiony przez niemiecką załogę w maju 1945 roku.

## Historia
Budowę okrętu o niemal całkowicie dwukadłubowej konstrukcji z wewnętrznymi zbiornikami balastowymi, rozpoczęto 9 grudnia 1936 roku w Chatham Dockyard w Kent. Jednostka otrzymała podobną do wcześniejszych okrętów typu Thames formę kadłuba. Wodowanie miało miejsce 27 września 1938 roku. Do służby w Royal Navy wszedł 24 maja 1939 roku pod dowództwem Ltd. Cdr. Ruperta Lonsdale'a. 4 sierpnia 1939 roku wypłynął się w rejs przez Morze Śródziemne i Kanał Sueski aby dołączyć u wybrzeży Chin do bliźniaczych okrętów HMS „Grampus” i HMS „Rorqual”. Wybuch wojny zastał go w porcie w Adenie, w związku z tym odbył dwa improwizowane patrole bojowe po wodach Zatoki Adeńskiej. Do kraju powrócił eskortując uszkodzony niszczyciel.
Okręt odbył patrol na Morzu Północnym w pobliżu ławicy Dogger Bank, a następnie uczestniczył w eskorcie konwoju morskiego zmierzającego do Halifaksu (Nowa Szkocja, Kanada). W lutym 1940 wziął udział w poszukiwaniach niemieckiego statku „Altmark” transportującego alianckich jeńców, ale nie odegrał w nich większej roli. Po niemieckiej inwazji na Norwegię w marcu 1940 HMS „Seal” operował u jej wybrzeży. Przeprowadził ryzykowną operację dostania się do portu Stavanger, ale nie znalazł tam jednostek nieprzyjaciela. Rozczarowana załoga powróciła do bazy w Rosyth, unikając ataku torpedowego w miejscu i czasie, w którym U-4 zatopił HMS „Thistle”.

### Utrata okrętu
Zużycie w trakcie rocznej służby i drobne uszkodzenia spowodowały skierowanie okrętu do stoczni na remont. W międzyczasie okazało się jednak, że miejsce w suchym doku potrzebne jest dla staranowanego siostrzanego HMS „Cachalot”; dodatkowo zaistniała konieczność zastąpienia go w zadaniach minowych. Po dokonaniu najpilniejszych napraw, HMS „Seal” został przydzielony do operacji DF 7, mającej na celu minowanie cieśniny Kattegat pomiędzy wybrzeżami Danii i Szwecji.
29 kwietnia okręt opuścił Immingham z 50 minami morskimi na pokładzie. W nocy 4 maja został dostrzeżony przez niemiecki samolot Heinkel He 115 i zmuszony do zanurzenia. Z powodu obecności poszukujących go nieprzyjacielskich jednostek zwalczania okrętów podwodnych udał się do zapasowego celu. Po postawieniu wszystkich min, podjął rejs powrotny. Podczas ucieczki przed ścigaczami okrętów podwodnych wpłynął jednak na pole minowe i został poważnie uszkodzony przez wybuch miny. Jednostka osiadła na dnie na głębokości 30 m, ale załodze ostatecznie udało się przeprowadzić wynurzenie. Działał tylko jeden silnik Diesla, w dodatku jedynie na biegu wstecznym, ster uległ zablokowaniu. Podjęta próba schronienia się na wodach terytorialnych neutralnej Szwecji, odległych jedynie o kilka mil morskich, została udaremniona przez pojawienie się dwóch wodnosamolotów Arado Ar 196. Próba odstraszenia napastników nie udała się z powodu zacięcia broni.
Samoloty wodowały w pobliżu, ich załogi zmusiły kapitana oraz pierwszego oficera HMS „Seal” do dopłynięcia na ich pokład, oczekując jednocześnie na przybycie jednostek wsparcia. Grupa abordażowa z trawlera UJ-128 zajęła brytyjski okręt i doprowadziła go do bazy morskiej w Frederikshavn.
Na minach zapory postawionej przez HMS „Seal” w okresie 5 maja – 5 czerwca zatonął niemiecki frachtowiec („Vogesen”, 4.241 BRT) i 3 statki szwedzkie.

### W służbie niemieckiej
W Frederikshavn przeprowadzono jedynie niezbędne naprawy. 11 maja 1940 HMS „Seal” został przeholowany do Kilonii, gdzie został poddany remontowi. 30 listopada 1940 został wcielony do marynarki niemieckiej pod oznaczeniem U-B (oznaczającym okręt podwodny – brytyjski, także zapisywane: U B lub UB). Dowódcą został mianowany Fregkpt. Bruno Mahn, weteran floty podwodnej z I wojny światowej (dowodził UB-21). Zdobyty okręt nie przedstawiał dla Niemców większej wartości bojowej z powodu niekompatybilności wyposażenia i uzbrojenia. Ważny był natomiast aspekt propagandowy zdobycia brytyjskiego okrętu na morzu.
U-B wycofany został ze służby 31 lipca 1941. Samozatopiony 3 maja 1945 w Zatoce Kilońskiej. Po wojnie wrak podniesiono i złomowano.
Załoga HMS „Seal” resztę wojny spędziła jako jeńcy wojenni; po wojnie, w kwietniu w 1946 dowódca okrętu został postawiony przed sądem, który oczyścił go z zarzutu utraty okrętu.